# Melinoessa argenteomaculata
Timana argenteomaculata là một loài bướm đêm trong họ Geometridae.